# Chuck Barris
(Frase popolare di Barris, pronunciata durante i suoi show.)
Chuck Hirsch Barris (Filadelfia, 3 giugno 1929 – Palisades, 21 marzo 2017) è stato un conduttore televisivo, produttore televisivo, regista, attore e scrittore statunitense.

## Biografia

### Televisione
Chuck Barris è l'inventore di alcuni popolarissimi programmi della TV americana, molti dei quali esportati in tutto il mondo come Il gioco delle coppie, Tra moglie e marito e il celeberrimo The Gong Show (talent show simile a La Corrida), da cui è stato tratto anche l'omonimo film nel 1980, The Gong Show Movie, diretto e interpretato dallo stesso Barris.

### I rapporti con la CIA
Nel 1984 Barris scrisse la sua controversa autobiografia, Confessioni di una mente pericolosa, da cui è stato tratto il film Confessioni di una mente pericolosa, diretto da George Clooney nel 2002, in cui Barris è interpretato da Sam Rockwell. Nel libro Barris asseriva di essere stato anche un sicario della CIA, responsabile della morte di 33 persone negli anni della Guerra fredda.
La CIA ha tuttavia sempre smentito i fatti narrati da Barris. Dopo la prima del film Confessioni di una mente pericolosa, il portavoce della CIA Paul Nowack ha dichiarato al TIME che le asserzioni di Barris sul suo ruolo nella CIA sono «Ridicole. Assolutamente false.» («Ridiculous. It's absolutely not true»).
D'altro canto, se le cose fossero andate esattamente come narrate da Barris nella sua autobiografia, la sua uscita dalla CIA coincide con la morte dell'ultima persona che ha mai saputo di questa sua doppia vita.
Lo stesso Barris ammise nel 1984 che, sebbene avesse fatto domanda per lavorare per la CIA, in realtà non lo aveva mai fatto, e che "Confessioni di una mente pericolosa" era il risultato di come immaginava sarebbe andata a finire la sua vita se fosse entrato nella CIA.

## Opere
- Confessioni di una mente pericolosa [Confessions of a Dangerous Mind], Sonzogno, 2003  [1984], ISBN 884542314X.
- (EN) Bad Grass Never Dies, 2004.
- (EN) Della: A Memoir of My Daughter, 2010.